# Langenburg, Saskatchewan
Langenburg är en ort i Kanada.   Den ligger i provinsen Saskatchewan, i den sydöstra delen av landet, 2 000 km väster om huvudstaden Ottawa. Langenburg ligger 511 meter över havet och antalet invånare är 1 034.
Terrängen runt Langenburg är mycket platt. Trakten runt Langenburg är nära nog obefolkad, med mindre än två invånare per kvadratkilometer.. Langenburg är det största samhället i trakten.
Trakten runt Langenburg består till största delen av jordbruksmark.